# Lower Stanton St Quintin
Lower Stanton St Quintin är en by i Wiltshire distrikt i Wiltshire grevskap i England. Byn är belägen 56,1 km 
från Salisbury. Orten har 555 invånare (2016).